# 在籍
| ウィキペディアには「在籍」という見出しの百科事典記事はありません（タイトルに「在籍」を含むページの一覧/「在籍」で始まるページの一覧）。 代わりにウィクショナリーのページ「在籍」が役に立つかもしれません。 |

在籍（ざいせき）とは、 ある学校や団体などに所属している状態のこと。